# Saint-Laurent-de-Brèvedent
Saint-Laurent-de-Brèvedent là một xã thuộc tỉnh Seine-Maritime trong vùng Normandie miền bắc nước Pháp.

### Huy hiệu
| Arms of Saint-Laurent-de-Brèvedent | The arms of Saint-Laurent-de-Brèvedent are blazoned: Or, on bend wavy azure between a tree vert and a beaver gules, a lion and an eagle each within an annulet Or. |

## Dân số
| 1962                                            | 1968 | 1975 | 1982 | 1990 | 1999 | 2006 |
| ----------------------------------------------- | ---- | ---- | ---- | ---- | ---- | ---- |
| 789                                             | 836  | 930  | 1358 | 1447 | 1489 | 1471 |
| Starting in 1962: Population without duplicates |      |      |      |      |      |      |